# Haritalodes adjunctalis
Haritalodes adjunctalis is een vlinder uit de familie van de grasmotten (Crambidae). De wetenschappelijke naam van deze soort is voor het eerst gepubliceerd in 2005 door Patrice Leraut.
Deze soort komt voor in Papoea-Nieuw-Guinea en Indonesië.